# José Moreno (zapaśnik)
José Antonio Moreno Bustos (ur. 3 września 1996) – chilijski zapaśnik walczący w stylu klasycznym. Brązowy medalista igrzysk panamerykańskich w 2023. Zajął piąte miejsce na mistrzostwach panamerykańskich w 2017 i 2024. Srebrny medalista mistrzostw Ameryki Południowej w 2017 i brązowy w 2015. Piąty na igrzyskach boliwaryjskich w 2017. Trzeci na mistrzostwach panamerykańskich juniorów w 2016 roku.